# Dilophus borealis
Dilophus borealis är en tvåvingeart som beskrevs av Skartveit 1993. Dilophus borealis ingår i släktet Dilophus och familjen hårmyggor.
Artens utbredningsområde är Norge. Arten är reproducerande i Sverige. Inga underarter finns listade i Catalogue of Life.